# Вожирар (кладбище)
48°50′18″ с. ш. 2°17′04″ в. д.

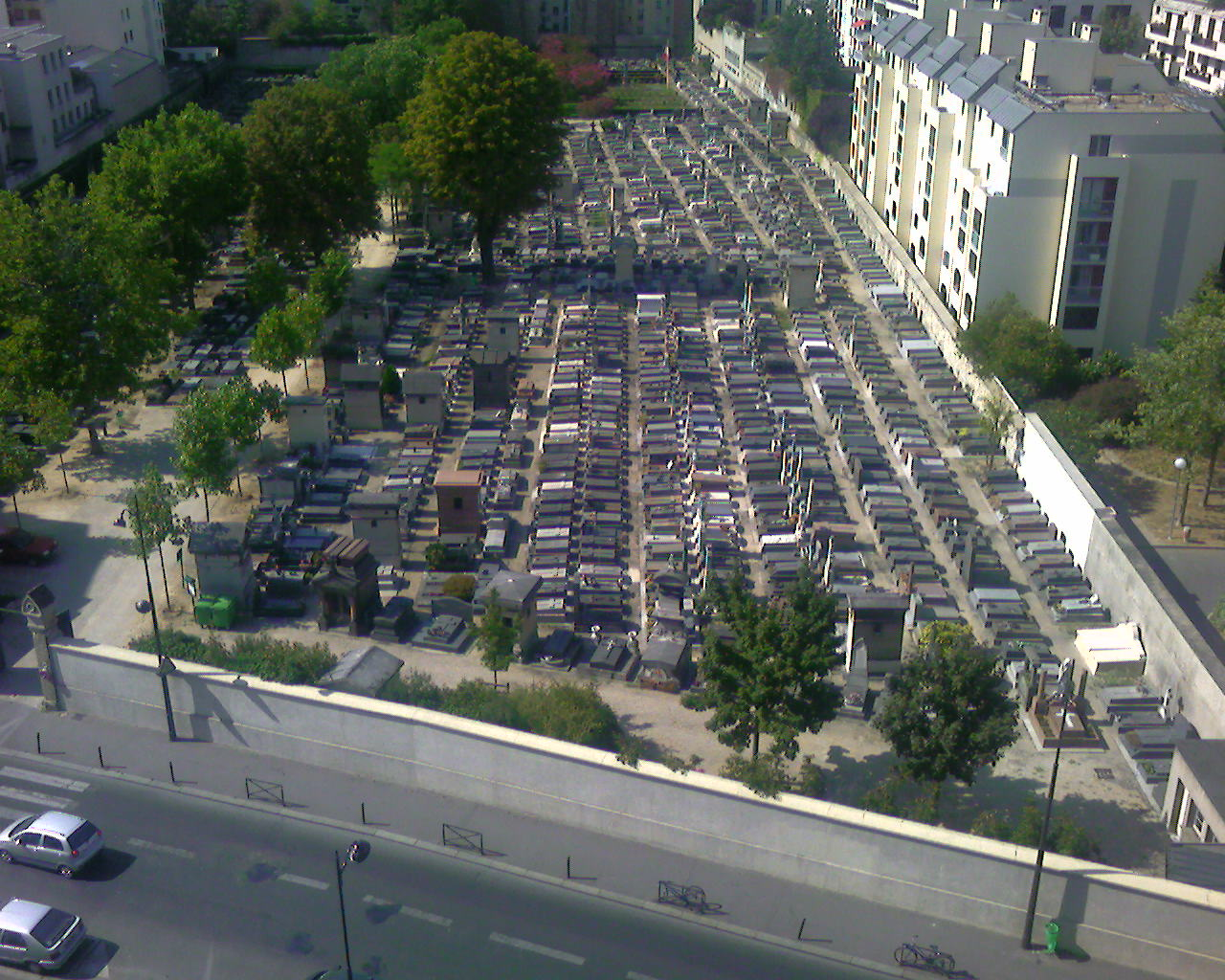
Общий вид кладбища

Вожирар (фр. Cimetière de Vaugirard) — кладбище Парижа, расположенное в XV муниципальном округе.
Было основано в 1787 году для жителей соседних деревень Вожирар и Гренель. В 1860 году вместе с деревней Вожирар вошло в состав столицы. Традиционно имеет военный характер, в частности, именно на нём хоронят отставных военных, проживающих на балансе расположенного недалеко Дома инвалидов. На кладбище Вожирар также покоится большое количество погибших участников Первой мировой войны. Среди известных лиц, похороненных здесь, президент Франции Поль Думер (застреленный в 1932 году и похороненный рядом со своими сыновьями, убитыми в Первую мировую войну), писатель Эктор Бьянчотти, композитор Луи Обер, кардиналы историк Жан Даниэлу и богослов Анри де Любак. Также здесь установлен кенотаф изобретателя Эмиля Рейно.